# KAJ (Band)
KAJ ist ein finnisches Comedy- und Musiktrio. Das finnlandschwedische Trio stammt aus der Gemeinde Vörå und setzt sich aus Kevin Holmström, Axel Åhman und Jakob Norrgård zusammen. KAJ vertrat Schweden mit dem Lied Bara bada bastu beim Eurovision Song Contest 2025 in Basel und erzielte dort den vierten Platz.

## Geschichte
Kevin Holmström, Axel Åhman und Jakob Norrgård lernten sich in ihrer Schulzeit kennen. Sie gehören der finnlandschwedischen Minderheit an und stammen aus der finnischen Gemeinde Vörå in der Landschaft Österbotten.

### Anfänge als Comedy- und Musiktrio
Im Jahr 2009 gründeten Holmström, Åhman und Norrgård das Comedy- und Musiktrio KAJ. Den Namen bildeten sie aus ihren Initialen. Bekanntheit erlangten die drei zunächst vor allem im finnlandschwedischen Kulturkreis. Sowohl in Schweden als auch in der finnischsprachigen Mehrheitsbevölkerung Finnlands blieben sie bis zu ihrer Teilnahme am Melodifestivalen 2025 weitgehend unbekannt. Sie traten jedoch häufig im finnischen nationalen Fernsehen auf und zogen bereits im Jahr 2019 an einem einzigen Tag über 8.000 Zuschauer an.
Im Jahr 2012 gab das Trio mit Professionella pjasalappar sein Debütalbum heraus. Den ersten größeren Hit erzielte KAJ im Jahr 2014 mit dem Lied Jåo nåo e ja jåo yolo ja nåo. Das Trio erhielt dafür die Auszeichnung als „finnlandschwedisches Lied des Jahres“. Im selben Jahr veröffentlichte das Trio das Album Lokalproducerat pjas und hatte mit dem Programm Pjäs elo pjas – det är frågan 24 Vorstellungen am Wasa Teater in Vaasa. Eine der Vorstellungen wurde beim Fernsehsender Yle Fem übertragen. Zudem produzierten die drei einen im Dezember 2014 bei Yle Fem ausgestrahlten Adventskalender, der aus 24 Sketchen bestand. Im Jahr 2016 gab das Trio das Album Kom ti byin heraus.
Im Jahr 2018 begannen Holmström, Åhman und Norrgård hauptberuflich als Comedians und Musiker zu arbeiten. Mit Gambämark wurde 2018 ihre erste Musical-Produktion am Wasa Teater aufgeführt. Drei Jahre später folgte mit Botnia Paradise die Fortsetzung. Zu beiden Musicals gab KAJ auch Alben heraus. Im Jahr 2019 begannen die drei zusätzlich als die Rockabilly-Band Vörjeans, bestehend aus ihren Alter Egos Tommy, Freppa und Määnin, aufzutreten. Vörjeans veröffentlichte mehrere Singles sowie im Jahr 2019 das Album Born to Börn. Des Weiteren gab KAJ im Jahr 2020 das bei einer Jubiläumsvorstellung aufgezeichnete Live-Album KAJ 10 heraus. Im Jahr 2024 folgte das Album Karar i arbeit.

### Teilnahme am Eurovision Song Contest

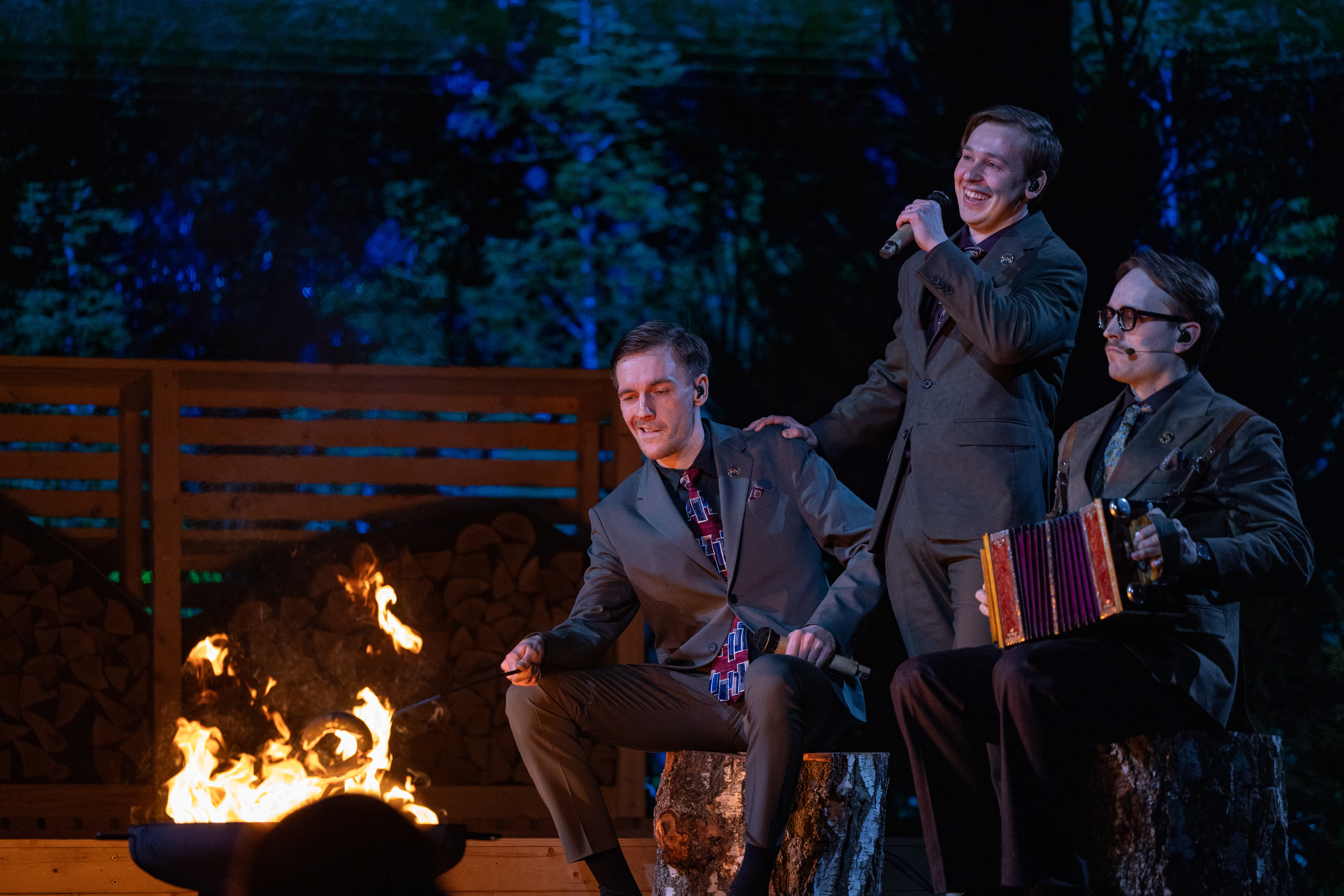
KAJ beim Melodifestivalen 2025

Im November 2024 wurde bekannt, dass KAJ mit dem Lied Bara bada bastu (deutsch Einfach in die Sauna gehen) beim Melodifestivalen 2025, dem schwedischen Vorentscheid für den Eurovision Song Contest, antreten werde. Das Trio hatte das Lied eingereicht, nachdem es von der Melodifestivalen-Produzentin zur Teilnahme angefragt worden war.
Beim Melodifestivalen belegte KAJ im vierten Halbfinale den zweiten Platz hinter Måns Zelmerlöw und qualifizierte sich somit für das Finale. Nach seinem Halbfinalauftritt gelang es dem Trio, mit dem Lied sowohl in Schweden als auch in Finnland einen Nummer-eins-Hit zu erzielen. Das Finale konnte KAJ mit insgesamt 164 Punkten knapp vor dem Favoriten Måns Zelmerlöw für sich entscheiden. Das Trio erhielt damit das Recht, Schweden beim Eurovision Song Contest 2025 vertreten. Kurz vor dem Eurovision Song Contest gab KAJ das Album Sauna Collection mit mehreren Hits der vergangenen Jahre heraus.
Beim Eurovision Song Contest konnte die Band ihrer Favoritenrolle nicht vollständig gerecht werden. Im ersten Halbfinale des Eurovision Song Contests erreichte das Trio mit 118 Punkten den vierten Platz und qualifizierte sich somit für das Finale. Dort erzielte die Band mit insgesamt 321 Punkten, davon 195 vom Publikum, ebenfalls den vierten Platz. Im Juli 2025 veröffentlichte das Trio mit Mosquito seine erste Single nach der Teilnahme am Eurovision Song Contest.

## Mitglieder
- Kevin Holmström [ˈkevɪn ˈhɔlmstrøm] anhörenⓘ/? (* 12. Dezember 1993) hat an der Fachhochschule Arcada in Helsinki Ton studiert.[16]
- Axel Åhman [ˈɑksɛl ˈɔːman] anhörenⓘ/? (* 6. Februar 1993) hat an der Universität Helsinki Journalismus studiert.[16] Er ist Autor und hat schon mehrere Bücher, darunter ein Roman und ein Kinderbuch, veröffentlicht.[17]
- Jakob Norrgård [ˈjɑːkɔb ˈnɔr:ˌɡɔːrd	] anhörenⓘ/? (* 22. März 1993) hat an der Fachhochschule Arcada in Helsinki Fotografie und Filmschnitt studiert.[16]

## Stil
Die Arbeit des Trios zeichnet sich durch Humor als zentrales Element und ihren Heimatdialekt aus.

### Sprache
Die Band singt ihre Lieder im Dialekt aus der Region Vörå, der sich etwas vom standardmäßigen Finnlandschwedisch unterscheidet und eng mit den Dialekten in Västerbotten in Schweden verwandt ist, das sich auf der anderen Seite des Kvarken befindet. Für schwedischsprachige Personen aus anderen Regionen Schwedens und Finnlands kann der Vörå-Dialekt jedoch relativ schwer verständlich sein. Dieser Dialekt zeichnet sich sowohl durch von der standardisierten finnlandschwedischen Sprache abweichende Wörter und viele Diphthonge aus.
Die Mitglieder der Gruppe betonen, dass nicht der Dialekt, sondern der Humor das zentrale Element ihrer künstlerischen Arbeit sei. Im Mittelpunkt stünden sprachspielerische Ausdrucksformen und die humorvolle Darstellung alltäglicher Themen. Innerhalb der schwedischsprachigen Bevölkerung in Finnland gelten sie vielfach als inoffizielle Botschafter der Dialekte – eine Rolle, die sie zwar nicht aktiv anstreben, aber auch nicht zurückweisen.
Das Verhältnis der Gruppe zur finnischen Sprache ist ambivalent: Bis 2025 richtete sich ihre mediale Präsenz nahezu ausschließlich an ein schwedischsprachiges Publikum. Erst durch die gesteigerte Aufmerksamkeit im Zuge ihrer Eurovision-Teilnahme wurden sie auch in der finnischsprachigen Mehrheitsgesellschaft präsenter. Seither treten sie vermehrt in finnischsprachigen Medien auf und äußern sich – je nach Kontext – auf Schwedisch oder Finnisch. In Interviews sprachen die Mitglieder mit selbstironischem Unterton über ihre Unsicherheiten im Umgang mit der finnischen Sprache, die sie scherzhaft als „rallisuomi“ („Rallye-Finnisch“) bezeichnen – eine Anspielung auf das stereotyp akzentuierte Englisch finnischer Rallyefahrer.

### Musikstil
Ihr Repertoire umfasst eine breite Palette musikalischer Genres, darunter Hip-Hop, Pop (K/J-Pop, Latin), Rock, Rap, Oper, Disco und elektronische Musik.

## Diskografie

### Alben
| Jahr | Titel Musiklabel                    | Höchstplatzierung, Gesamtwochen, AuszeichnungChartplatzierungen (Jahr, Titel, Musiklabel, Platzierungen, Wochen, Auszeichnungen, Anmerkungen) | Höchstplatzierung, Gesamtwochen, AuszeichnungChartplatzierungen (Jahr, Titel, Musiklabel, Platzierungen, Wochen, Auszeichnungen, Anmerkungen) | Höchstplatzierung, Gesamtwochen, AuszeichnungChartplatzierungen (Jahr, Titel, Musiklabel, Platzierungen, Wochen, Auszeichnungen, Anmerkungen) | Höchstplatzierung, Gesamtwochen, AuszeichnungChartplatzierungen (Jahr, Titel, Musiklabel, Platzierungen, Wochen, Auszeichnungen, Anmerkungen) | Höchstplatzierung, Gesamtwochen, AuszeichnungChartplatzierungen (Jahr, Titel, Musiklabel, Platzierungen, Wochen, Auszeichnungen, Anmerkungen) | Höchstplatzierung, Gesamtwochen, AuszeichnungChartplatzierungen (Jahr, Titel, Musiklabel, Platzierungen, Wochen, Auszeichnungen, Anmerkungen) | Höchstplatzierung, Gesamtwochen, AuszeichnungChartplatzierungen (Jahr, Titel, Musiklabel, Platzierungen, Wochen, Auszeichnungen, Anmerkungen) | Anmerkungen                        |
| Jahr | Titel Musiklabel                    | FI | SE | NO | DE | AT | CH | UK | Anmerkungen                        |
| ---- | ----------------------------------- | --- | --- | --- | --- | --- | --- | --- | ---------------------------------- |
| 2024 | Karar i arbeit Selbstverlag         | FI32 (3 Wo.)FI | — | — | — | — | — | — | Erstveröffentlichung: 10. Mai 2024 |
| 2025 | Sauna Collection Warner Music (WMG) | FI1 (… Wo.)FI | SE9 (… Wo.)SE | — | — | — | — | — | Erstveröffentlichung: 9. Mai 2025  |

Weitere Alben
- 2012: Professionella pjasalappar
- 2014: Lokalproducerat pjas
- 2016: Kom ti byin
- 2018: Gambämark
- 2019: Born to Börn
- 2020: KAJ 10 (live)
- 2021: Botnia Paradise

### Singles
| Jahr | Titel Album                      | Höchstplatzierung, Gesamtwochen, AuszeichnungChartplatzierungen (Jahr, Titel, Album, Platzierungen, Wochen, Auszeichnungen, Anmerkungen) | Höchstplatzierung, Gesamtwochen, AuszeichnungChartplatzierungen (Jahr, Titel, Album, Platzierungen, Wochen, Auszeichnungen, Anmerkungen) | Höchstplatzierung, Gesamtwochen, AuszeichnungChartplatzierungen (Jahr, Titel, Album, Platzierungen, Wochen, Auszeichnungen, Anmerkungen) | Höchstplatzierung, Gesamtwochen, AuszeichnungChartplatzierungen (Jahr, Titel, Album, Platzierungen, Wochen, Auszeichnungen, Anmerkungen) | Höchstplatzierung, Gesamtwochen, AuszeichnungChartplatzierungen (Jahr, Titel, Album, Platzierungen, Wochen, Auszeichnungen, Anmerkungen) | Höchstplatzierung, Gesamtwochen, AuszeichnungChartplatzierungen (Jahr, Titel, Album, Platzierungen, Wochen, Auszeichnungen, Anmerkungen) | Höchstplatzierung, Gesamtwochen, AuszeichnungChartplatzierungen (Jahr, Titel, Album, Platzierungen, Wochen, Auszeichnungen, Anmerkungen) | Anmerkungen                                                                                               |
| Jahr | Titel Album                      | FI | SE | NO | DE | AT | CH | UK | Anmerkungen                                                                                               |
| ---- | -------------------------------- | --- | --- | --- | --- | --- | --- | --- | --- |
| 2025 | Bara bada bastu Sauna Collection | FI1 (… Wo.)FI | SE1 (… Wo.)SE | NO1 (… Wo.)NO | DE24 (2 Wo.)DE | AT7 (4 Wo.)AT | CH4 (6 Wo.)CH | UK48 (2 Wo.)UK | Erstveröffentlichung: 21. Februar 2025 Beitrag zum Melodifestivalen 2025 und Eurovision Song Contest 2025 |
| 2025 | Mosquito –                       | FI15 (… Wo.)FI | SE35 (… Wo.)SE | — | — | — | — | — | Erstveröffentlichung: 4. Juli 2025                                                                        |

Weitere Lieder
- 2013: Heimani i skick
- 2014: Jåo nåo e ja jåo yolo ja nåo
- 2015: Pa to ta na kako?
- 2016: Taco hej (mit Gu$ta)
- 2017: Paavos Barkbrö (live)
- 2019: Text-TV
- 2019: Vems pojk e do?
- 2024: Firmans man
- 2024: Dansgolv